# A Kind of Magic (Queen-låt)
"A Kind of Magic" är en låt av det brittiska rockbandet Queen, skriven av trummisen Roger Taylor. Låten återfinns på bandets tolfte studioalbum A Kind of Magic och släpptes den 17 mars 1986 som singel.